# Alfa Vulpeculae
Alfa Vulpeculae (Anser, α Vul) – gwiazda w gwiazdozbiorze Liska, będąca olbrzymem o typie widmowym M0 III. Znajduje się około 297 lat świetlnych od Słońca.

## Nazwa

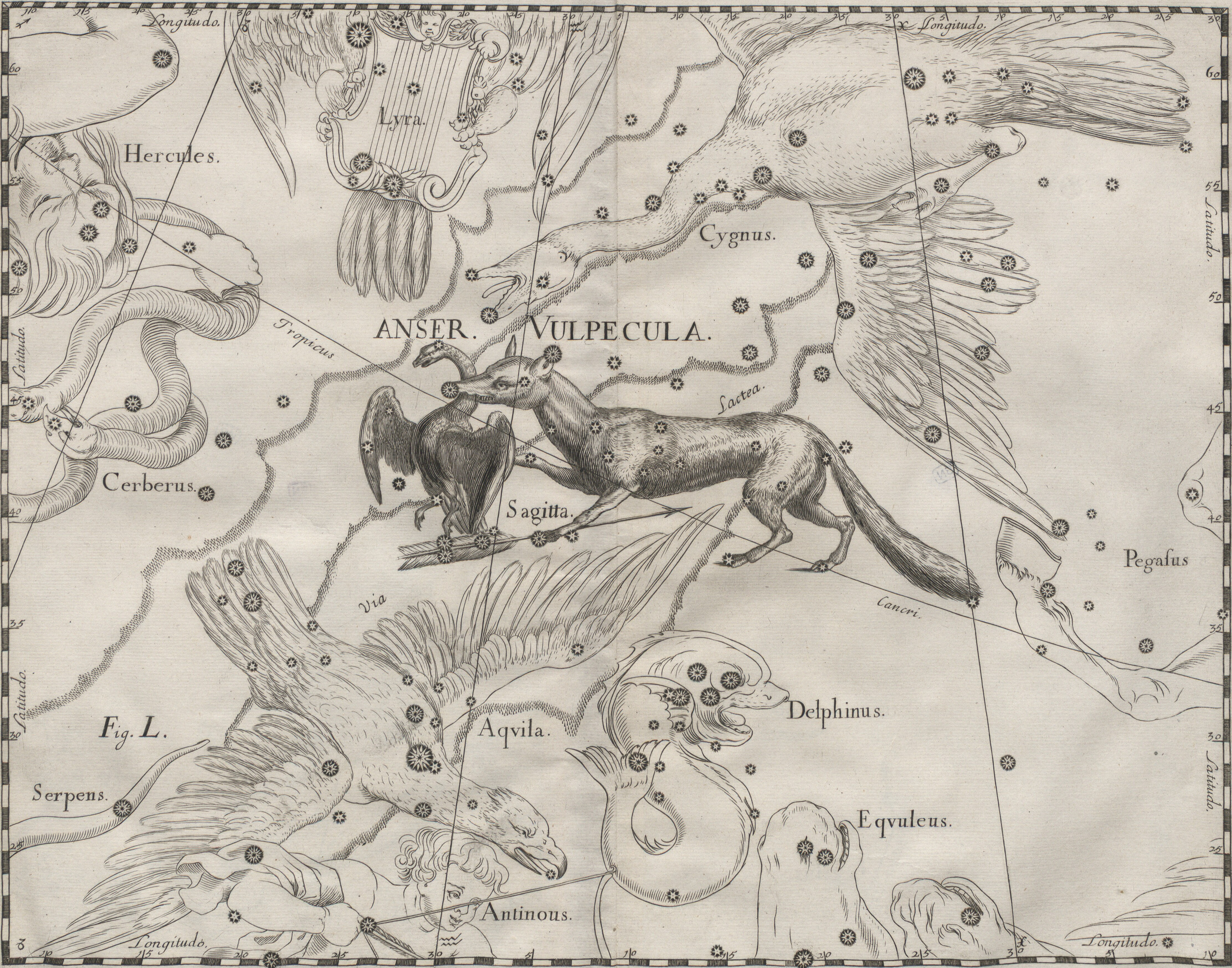
Wyobrażenie liska z gęsią (Anser) w atlasie Heweliusza

Położenie α w gwiazdozbiorze Liska

Tradycyjna nazwa gwiazdy, Anser, wywodzi się z łaciny i oznacza „gęś”. Gwiazdozbiór pierwotnie miał przedstawiać liska trzymającego w pysku upolowaną gęś (łac. Vulpecula cum Ansere). Międzynarodowa Unia Astronomiczna w 2017 roku formalnie zatwierdziła użycie nazwy Anser dla określenia tej gwiazdy.

## Charakterystyka
Anser jest czerwonym olbrzymem, należy do typu widmowego M. Gwiazda ta ma masę około 1,5 masy Słońca, ale jej promień jest około 42 razy większy niż promień Słońca, przez co świeci 390 razy jaśniej niż nasza gwiazda. Nie jest pewne, na jakim etapie ewolucji jest ta gwiazda: czy jeszcze nie rozpoczęła syntezy helu w węgiel w jądrze, czy też już ją zakończyła. Na niebie w jej pobliżu (7 minut kątowych) widoczna jest gwiazda 8 Vulpeculae, ale ich sąsiedztwo jest pozorne, gdyż znajduje się ona około 60% dalej od Słońca niż Alfa Vulpeculae.